# Deutsches Symphonie-Orchester Berlin

Logo

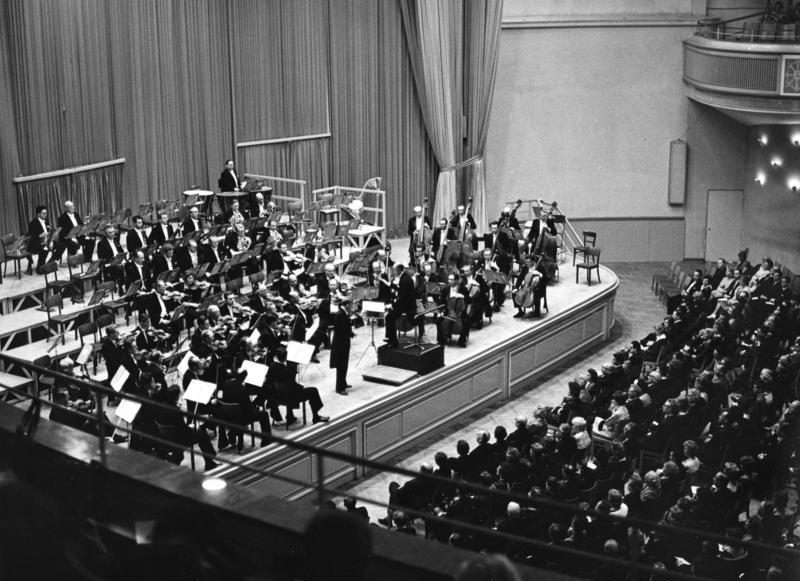
Radio-Symphonie-Orchester Berlin (1961), Vorläufer des Deutschen Symphonie-Orchesters Berlin

Das Deutsche Symphonie-Orchester Berlin (DSO) ist ein Orchester in Berlin. Es ist Mitglied der 1994 gegründeten Rundfunk-Orchester und -Chöre gGmbH (ROC). Spielstätte ist die Berliner Philharmonie.

## Geschichte
Als nach dem Zweiten Weltkrieg im amerikanischen Sektor der DIAS (Drahtfunk im amerikanischen Sektor) und später der RIAS begründet wurden, entstand 1946 auch das RIAS-Symphonie-Orchester. 1956 wurde das Orchester in Radio-Symphonie-Orchester (RSO) Berlin umbenannt, da der zwei Jahre zuvor gegründete Sender Freies Berlin mit einem Produktionsvertrag bei dem Orchester einstieg und eine Namensänderung wünschte.
1993 kam es zum erneuten Namenswechsel zum Deutschen Symphonie-Orchester Berlin, um Verwechslungen mit dem Rundfunk-Sinfonieorchester Berlin (RSB) zu vermeiden, ebenfalls einem Mitglied der ROC.
Ende 2009 gab es kurzzeitig einen Plan, mit Beginn der Saison 2011/2012 das Deutsche Symphonie-Orchester Berlin mit dem Rundfunk-Sinfonieorchester Berlin zu einem Klangkörper zu fusionieren, der dann unter der Leitung von Marek Janowski stehen sollte. Aufgrund des großen Widerstands wurde der Plan jedoch wieder verworfen.
2009 verzeichnete das Orchester mit 87.090 Besuchern bei 51 Konzerten einen absoluten Besucherrekord. Damit wurde jedes Konzert von 1.453 Zuhörern besucht, die damit für eine Auslastung von rund 84 Prozent sorgten. Der Kartenverkauf konnte 2009 um 243.000 Euro auf rund 1,66 Millionen Euro gesteigert werden.
Nachdem Chefdirigent Ingo Metzmacher aus Protest gegen Etatkürzungen sein Engagement nicht über die Spielzeit 2009/10 hinaus verlängert hatte, war das Orchester vorübergehend ohne einen Chefdirigenten.
2010 unterzeichnete Tugan Sochijew als Metzmachers Nachfolger einen Vier-Jahres-Vertrag beginnend mit der Saison 2012/2013. Im Oktober 2014 kündigte Sochijew an, aufgrund seiner umfänglichen Aufgaben als Musikdirektor des Moskauer Bolschoi-Theaters (ein Amt, das er im Januar 2014 übernommen hatte) seinen Vertrag nicht zu verlängern. Seit der Spielzeit 2017/18 ist Robin Ticciati der Chefdirigent und Künstlerische Leiter. Nachdem er im September 2020 seinen Vertrag zunächst bis 2027 verlängert hatte, wurde im Frühjahr 2023 bekannt, dass die Saison 2024/2025 Ticciatis letzte als Chefdirigent des DSO sein wird.

## Chefdirigenten
- Ferenc Fricsay (1948–1954 sowie 1959–1963)
- Lorin Maazel (1964–1975)
- Riccardo Chailly (1982–1989)
- Vladimir Ashkenazy (1989–2000)
- Kent Nagano (2000–2006)
- Ingo Metzmacher (2007–2010)
- Tugan Sochijew (2012–2016)
- Robin Ticciati (seit September 2017 bis Dezember 2024[8])

## Trägerschaft
Das DSO gehört der Rundfunk-Orchester und -Chöre gGmbH an, ein 1994 gegründeter Verbund von vier hauptstädtischen Rundfunk-Klangkörpern (RIAS Kammerchor, Rundfunkchor Berlin, RSB, DSO), der gemeinsam vom Deutschlandradio (40 %), von der Bundesrepublik Deutschland (35 %), dem Land Berlin (20 %) und dem Rundfunk Berlin-Brandenburg (5 %) getragen wird. Unterstützung leistet zudem der Förderkreis Deutsches Symphonie-Orchester Berlin e. V.

## Besondere Ereignisse
- 28. September 1959: Die Übertragung des Konzerts der Wiedereinweihung des Großen Sendesaals im Haus des Rundfunks mit Kodálys Psalmus hungaricus und Mozarts Messe in c-Moll ist die erste stereophone Sendung im deutschen Rundfunk.
- 3. November 1959: Erstes Konzert der Reihe RIAS stellt vor. Jungen Künstlern aus aller Welt wird hier die Möglichkeit gegeben, ihr Berliner Debüt zu geben. Unter ihnen werden im Laufe der Jahre so berühmte Namen wie Jessye Norman, Jacqueline du Pré und Jewgeni Kissin sein.
- 19. April 1967: 45. Konzert der Reihe Musik der Gegenwart (MdG): Uraufführung des Cellokonzerts von György Ligeti.
- Dezember 2000: Uraufführung von John Adams’ El Niño unter Kent Nagano als Orchestra in Residence am Théâtre du Châtelet, Paris.
- Im April 2023 kündigte das Orchester an, dass in der Saison 2023/24 in jedem Konzert mindestens eine Komposition einer Frau aufgeführt werden soll.[9]

## Auszeichnungen
- 1957/58 – Mehrere Aufnahmen, die unter der Leitung Ferenc Fricsays entstehen (u. a. Bartók: Konzert für Orchester und Herzog Blaubarts Burg, Mozart: Don Giovanni), werden mit dem Grand Prix du Disque ausgezeichnet
- 1971 – Das RSO erhält den Deutschen Kritikerpreis für Musik für seinen bedeutenden Einsatz auf dem Gebiet der zeitgenössischen Musik
- 1979 – Großer deutscher Schallplattenpreis für die Ferenc-Fricsay-Edition der Deutschen Grammophon-Gesellschaft
- 1984 – Preis der deutschen Schallplattenkritik
- 1985 – Grand Prix du Disque
- 1986 – Prix Caecilia
- 1992 – Im Rahmen der von der DECCA veranstalteten Reihe Entartete Musik wird Der gewaltige Hahnrei von Berthold Goldschmidt am 1. Dezember aufgenommen und konzertant aufgeführt; ausgezeichnet mit dem Cannes Classical-Award
- 1999 – Dreiwöchige Japan-Tournee mit Kent Nagano im Oktober. Die Konzerte in Tokio werden von den japanischen Kritikern zum „Gastspiel des Jahres 1999“ gewählt
- 2000 – John Adams’ el Niño unter Kent Nagano veröffentlicht als CD und DVD und ausgezeichnet mit dem Diapason d’or
- 2011 – Grammy für Beste Opernaufnahme (Best Opera Recording) zusammen mit dem Rundfunkchor Berlin für Kaija Saariaho: L’amour de loin unter der Leitung von Kent Nagano